# Drosophila proceriseta
Drosophila proceriseta är en tvåvingeart som beskrevs av Elmo Hardy 1965. Drosophila proceriseta ingår i släktet Drosophila och familjen daggflugor.
Artens utbredningsområde är Hawaii.